# 申泰兴
申泰兴（德語：Schönteichen，發音：[ˈʃøːnˌtaɪçn̩]）是德国萨克森州包岑县曾经的一个市镇，面积45.05平方千米，2017年12月31日人口为2,095人。2019年1月1日，申泰兴并入市镇卡门茨。